# Nicole Tremblay
Pour les personnes ayant le même patronyme, voir Tremblay.
Nicole Tremblay (Jonquière, 1942 - 11 mai 2023) est une artiste-peintre, muraliste et verrière, spécialisée dans le vitrail.

## Biographie
Elle est professeur à l'Université du Québec à Montréal au Canada.
Elle demeure à Belœil dans la province de Québec.
Elle meurt le 11 mai 2023.

## Formation
- 1960-1966 École des beaux-arts de Québec
- 1971 Diplôme d'études collégiales (DEC) en arts plastiques au cégep du Vieux-Montréal
- 1973 Baccalauréat spécialisé en histoire de l'art (administration de l'art) à l'Université du Québec à Montréal (UQAM)
- 1976 Fréquente l'atelier libre de Jordi Bonet (Sculpture et intégration des arts plastiques à l'architecture)
- 1979 Maîtrise en histoire de l'art contemporain. Mémoire : répertoire analytique des galeries d'art de Montréal et ses banlieues de 1975 à 1980. Université du Québec à Montréal (UQAM)
- 1986 Stage à l'atelier du maître-verrier Pierre Osterrath, Montréal

## Expositions

### Au Québec
De 1970 à 2000, Nicole Tremblay a fait de nombreuses expositions, à Montréal, Québec, Sherbrooke, Saint-Antoine sur Richelieu, Longueuil, Saint-Sauveur, Sainte-Adèle, Beloeil, Joliette et Anjou.

### Hors du Québec
À Toronto, Paris, Monte-Carlo et Nice.
En Allemagne, Italie et Espagne.

## Créations artistiques
Projet 2000-2001 : deux années de création consacrées entièrement à la réalisation d'une série de vingt tableaux sur le XXe siècle canadien. Quelques thèmes abordés : la ruée vers l'or, le Ouimetoscope, Norman Bethune, le vote des femmes, les hivers Bombardier, la route Transcanadienne, etc. La série se termine par La ruée vers l'eau.

## Principales collections
- Maison de la culture de Grenoble en France
- Les professeurs de l'université Harvard, Boston, États-Unis
- Ministère des Affaires culturelles du Québec
- Musée national des beaux-arts du Québec[2]
- Reader's Digest Association Canada Ltd
- Ordre des architectes du Québec
- Association des médecins-omnipraticiens du Québec
- Cégep Édouard-Montpetit
- Société des alcools du Québec
- Université de Sherbrooke

## Réalisation en collaboration avec des architectes
- 1968 : Caisse populaire, Jonquière. Murale acrylique et sable. Bertrand Dallaire
- 1985 : Salon de détente O Soleillon, Beloeil. Murale acrylique et sable sur bois découpé. Hubert Chamberland
- 1989 : Garderie  La Pomme enchantée Rougemont. Murale acrylique et sable sur bois découpé. Hubert Chamberland
- 1991 : Les Avocats Rivest, Schmidt et associés, Montréal. Ensemble de trois panneaux de vitrail. Richard Birtz
- 1991 : La Maison de l'environnement. Salon national de l'habitation. Œuvres pour l'aménagement intérieur. Hubert Chamberland
- 1992 : Habitation jardin. Salon national de l'habitation. Intégration de 3 portes peintes. Jean-Guy Lortie
- 1992 : Caisse populaire, Mont-Saint-Hilaire. Vitraux intégrés à l'architecture. Hubert Chamberland
- 1992 : Métro Choquette. Beloeil. Murale acrylique, sable et bois sur bois découpé. Denis Guénett
- 1996 : Daniel Cayer, avocat, Chambly. Vitrail. Hubert Chamberland
- 1999 : Mausolée Demers, McMasterville.Vitrail 9125 pieds carrés
- Résidences et bureaux. Divers projets de Murales et vitraux avec des architectes et designers

## Œuvres subventionnées par l'état
- 1986 : École Dominique Savio, Beloeil. Murale 8' × 4', acrylique et sable sur bois découpé
- 1993 et 1994 : Bibliothèque de Beloeil. 8 panneaux vitraux  au fil de l'eau et Au fil des lettres
- 1996 : Société des alcools du Québec. Murale 10' × 8'. Acrylique, sable, poudre de verre, feuille d'or sur panneaux de bois
- 1996 : École élémentaire Anger-Masson. Gatineau. Maquette pour projet de vitrail de 125 pi.carrés
- 1996 : École primaire de Carignan (UQAM). Maquette pour projet de vitrail de 125 pi.carrés

## Gravures
- 1996 : Osmond, symphonie pour une décade. Gravure conçue à l'occasion du 10² anniversaire de l'Orchestre symphonique de la Montérégie, sérigraphie à 100 exemplaires
- Fort Saint-Jean. Gravure conçue à l'occasion du congrès de l'association du Québec de l'Association canadienne des universités de langue française (ACDULF). Sérigraphie à 100 exemplaires

## Catalogues
- 1968 Nouvelles amorces, camp JMC
- 1973 La Maison des arts la Sauvegarde, exposition collective au Musée du Québec
- 1985 Acrylique et sable Nicole Tremblay, galerie Georges Dor
- 1985 XIXe prix international d'art contemporain de Monte-Carlo
- 1985 Peinture québécoise à Paris, Conseil des artistes peintres du Québec.Paris, 36e Salon de la jeune peinture, au Palais
- 1989 et 1990 Les Femmeuses. Pratt & Whitney Canada, Longueuil
- 1999 Symposium d'art contemporain. Iberville